# 青岛第六十六中学
36°4′7.5″N 120°18′56.5″E / 36.068750°N 120.315694°E
山东省青岛第六十六中学是位于中华人民共和国山东省青岛市市北区杭州路3号乙的高级中学，创建于1925年，初名胶济铁路青岛中学校，1950年改名青岛铁路职工子弟中学（简称青岛铁路中学、“铁中”），1982年改名青岛铁路职工子弟第一中学（简称“铁一中”），2002年由铁路系统移交地方政府并改为现名。

## 校史
1925年9月14日，胶济铁路管理局在胶济铁路青岛小学校附设初中班，有学生27人，教职员5人，均由小学教职员兼任。1927年春因原校舍不敷使用，迁至广西路国民党胶济铁路党部内，有学生5班125人。同年冬，与铁路小学分立，正式成立胶济铁路青岛中学校。1928年春，由广西路迁至明水路原路德公寓址。同年夏租用今浙江路9号址，增设高中班。1929年5月，沂水路原胶济铁路局长官舍（德国海军第三营营长官邸旧址）划归该校作为学生宿舍。此时学校规模已扩编为10个教学班，学生354人，教职员40人。1930年春，因明水路校舍租期已满，遂改租国立青岛大学第四校舍（原俾斯麦兵营II号营房，今中国海洋大学鱼山校区水产馆1号楼）作为初高中班教学地点。1931年3月，胶济铁路管理委员会为该校在四方选定新校址，同年5月开建，9月1日迁入新址，至1934年底已完全建成。

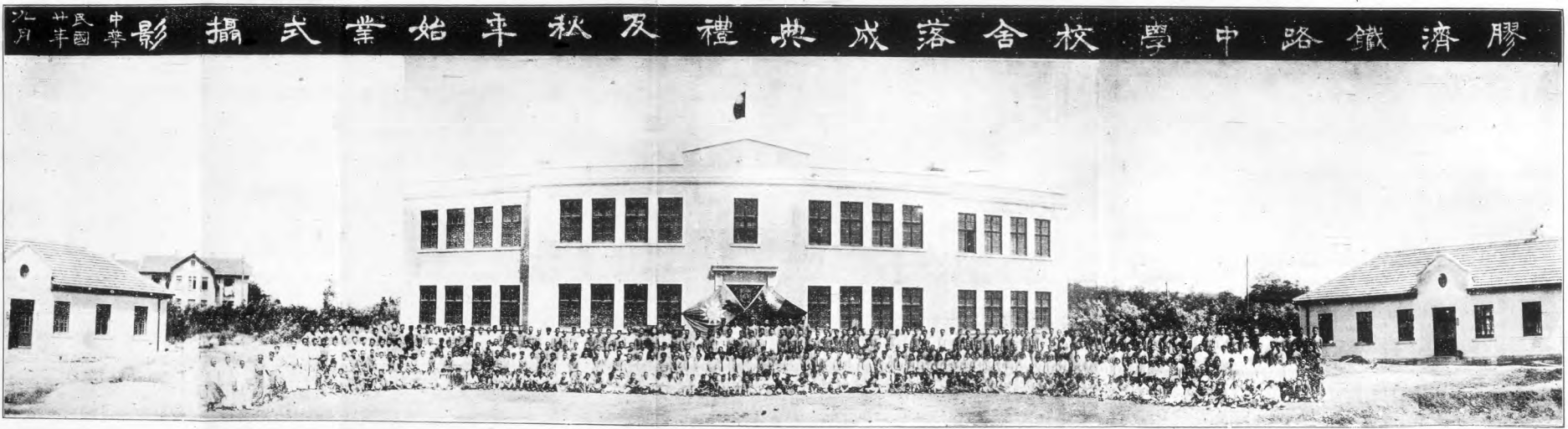
1931年9月1日胶济铁路青岛中学校舍落成典礼

青岛铁路中学早期，教师中多有国民党左派、共产党党员等进步人士，其师生常参与反帝爱国活动。1926年秋，武术家陈盛甫受聘任体育教师，至其1937年离职的十余年间，陈盛甫为该校体育事业奠定了坚实基础。1928年10月20日，青岛市举行提灯会，陈盛甫带领师生参加。时值日军出兵山东制造济南惨案之后，陈盛甫带领队伍高呼“打倒日本帝国主义”口号，游行队伍遂遭日军冲散。当夜，日军将铁路中学包围搜查，逮捕陈盛甫，后经时任校长许传音（国民党党员）等解救保释。1929年12月，国民党左派党员宋还吾任校长，继续支持校内的进步宣传。1930年，当时任该校训育主任的共产党员胥子钧在校内建立党小组，曾发展党员十余人。在胥子钧与当时在该校任国文教师的作家王统照的指导下，学生成立了进步文学社团“绿萍社”、“涛社”，常在青岛当地报刊刊载新文学作品。该校学生还曾组织剧团到附近四方机厂、大康纱厂等处为工人演出。1932年6月，宋还吾被迫辞职，改由交通部委派崔士杰任校长。崔士杰到任后，受国民政府要求对该校进步活动采取压制限制政策，该校进步活动遂陷入低潮。1934年9月28日，蔡元培应邀在该校演讲。
1930年代的青岛铁中在教学上重视发展特长、实验实践，体育教学成绩尤为突出，在青岛市中学生田径运动会上常年获得团体冠军，其学生运动员常代表青岛市、山东省在省运动会、华北运动会上参赛获奖。1935年，胶济铁路青岛中学有教学班15个，学生588人，教职员53人。同年9月，高中部设立职业班。1937年全面抗战爆发后，该校于当年11月停办，部分师生投身抗战，如陈盛甫离开青岛参加抗战；原铁路中学学生、运动员彭仁忭加入国民革命军空军，阵亡于淞沪战场。
1938年1月日军占领青岛后，将铁中校舍占为兵营。1939年4月18日，华北交通株式会社设立济南铁路学院青岛分教场，1940年10月7日迁至原铁中校舍，1943年4月改名青岛铁路学院，为专业技术学校性质，设电信、机务、运输、车辆、电力等科，1945年8月日本投降后停办。日本投降后，在青岛的原铁中师生成立“青岛铁中校友会复会筹备处”，支持铁中复校。同年12月24日，国民政府接收青岛铁路学院后将其改为交通部津浦区青岛扶轮中学，1946年4月26日正式开学，有高中3个班，初中10个班，学生656人。这一时期的铁中学生与中共地下党联系密切，1949年大部分学生反对南迁，时任校长王怀中仅带领数十名学生辗转赴台湾，后来曾成立“青岛扶轮中学校友会”。

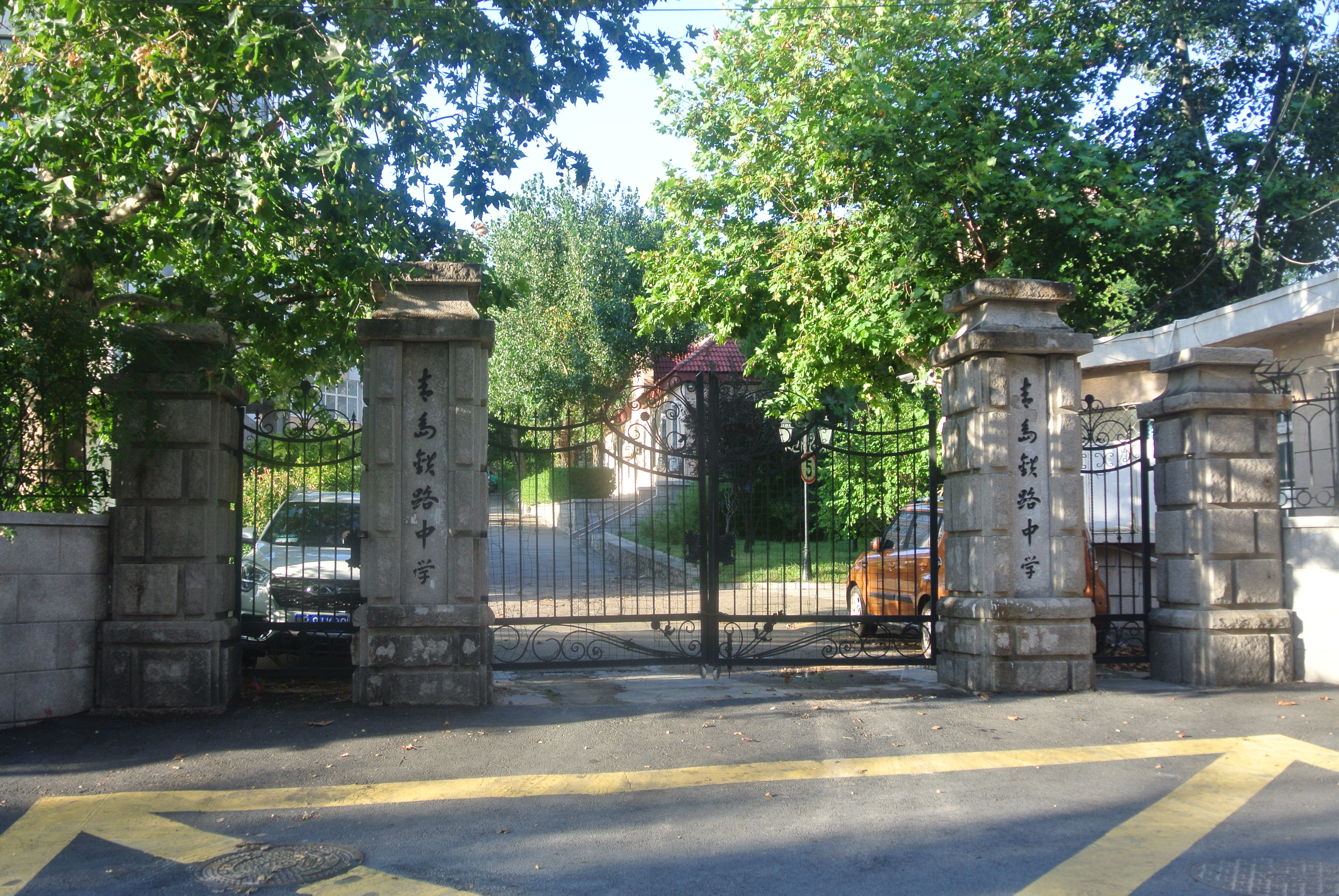
铁路中学1980年代所建车辆出入门

1949年6月，解放军青岛军管会接管扶轮中学，同年8月移交济南铁路局青岛铁路分局，9月开学时有学生15个班818人。1950年1月，该校改名为青岛铁路职工子弟中学。中华人民共和国成立之初，铁中作为铁路系统中学，其经费较地方公立中学较充足，教学设备设施较完善，其学生中考、高考成绩在全市前列，参加体育比赛成绩优异。1950年代，该校在学习苏联教育理论经验方面被视为全市楷模。1958年，该校附设师专班，同时将邻近的铁路第二小学改为该校附设，次年又成立中师班（中等师范班）。1960年，铁二小脱离铁中。1961年，师专班、中师班停办。1965年，该校高考录取率达到与青岛二中相当的水平。文革期间，该校教学遭到破坏，教学质量严重下降。1968年底，该校由青岛机务段接办。1975年，该校设60个教学班，学生3458人。
1970年代后期，该校教学质量有所恢复。1982年6月7日，因广州路设立青岛铁路职工子弟第二中学，该校改名青岛铁路职工子弟第一中学。1990年，该校有初中班20个，高中班14个，学生1833人，教职工169人。
2002年10月29日，因国务院要求企业自办中小学移交给地方管理，济南铁路局与青岛市人民政府签订协议，将青岛铁一中等校移交给地方政府。同年12月23日，济南铁路局与市政府举行交接仪式，2003年8月，青岛铁路职工子弟第一中学正式更名为山东省青岛第六十六中学。2005年起，该校开设新疆班，招收新疆自治区籍学生。2015年，该校开始招收俄语班。

## 现况
青岛第六十六中学2022年有教学班35个，在校学生1652人，教职工176人。该校拥有“山东省规范化学校”、“铁道部重点中学”、“山东省艺术教育示范学校”、“全国体育先进单位”、“山东省体育传统项目学校”、“山东省教育援藏援疆先进单位”、“青岛市文明单位标兵”等荣誉称号。
该校2020至2021年中考普通班录取分数线与青岛市区内排名前四的普通高中（二中、五十八中、九中、一中）相差60至70余分，与青岛外事职业学校、青岛旅游学校等职业高中处于同一水平。

## 校舍
胶济铁路青岛中学校舍于1931年5月开建，同年8月底建成教学楼一座（现已拆除重建），办公室一处，9月1日迁入新址，之后相继建成实验室、宿舍楼、食堂、大礼堂兼篮球馆、运动场等，1934年底完全建成，开发利用面积60余亩，总建筑面积约6000多平方米，校园整体布局至1990年代基本未变。1985年统计校舍占地58698平方米，建筑面积12000余平方米，教学楼四座，实验楼一座，另有图书馆、温室、地理园地各一处，体育场含跑道400米、足球场、篮球场及简易看台。
现今，该校有教学楼两栋，实验楼一栋，图书楼一栋，男女生宿舍楼各一栋，标准体育场一处，体育馆一座，微机室、各类实验室、琴房、舞蹈教室、学术报告厅、礼堂等设施俱备。
校内现存早期建筑六栋，均为砖木结构，造型简约，注重实用，属于教育遗产与工业遗产的复合。2006年5月20日，胶济铁路青岛中学旧址建筑群列入第二批青岛市历史优秀建筑。2011年11月15日列入四方区文物保护单位，次年12月四方区并入市北区后改为市北区文物保护单位。